# Amy Frazier
Amy Frazier, född 19 september 1972 i St. Louis, Missouri, USA är en amerikansk högerhänt professionell tennisspelare.

## Tenniskarriären
Amy Frazier blev professionell tennisspelare på WTA-touren 1990 och är i november 2007 fortfarande aktiv. Hon har vunnit 8 singel- och 4 dubbeltitlar på touren och 4 singel- och 5 dubbeltitlar på ITF-arrangerade turneringar. Hon rankades som bäst i singel som nummer 13 (februari 1995) och som nummer 24 i dubbel (mars 1993). Under karriären har hon spelat in $US3 460 799 i prispengar.
Sin första tourtitel i singel vann Frazier 1989 i Wichita (USA). Hon vann sedan under 1990-talet ytterligare fem WTA-titlar i singel, däribland Tier-III turneringen Japan Open två gånger (1995, finalseger över Kimiko Date och 1999, finalseger över Ai Sugiyama). Det dröjde därefter till 2004 innan hon vann sin sjunde WTA-titel (Hobart, finalseger över Shinobu Asagoe). Sin hittills sista singeltitel vann Frazier 2005 i Québec genom finalseger över svenskan Sofia Arvidsson. 
Under karriären har Frazier bland andra turneringsbesegrat dåvarande världsettan Martina Hingis (2000). Totalt har Frazier vunnit 30 segrar över topp-10-spelare och under 18 konsekutiva år (1988-2005) varit en av världens 100 bästa spelare. Detta senare är rekord bland kvinnliga spelare.
Amy Frazier deltog i det amerikanska Fed Cup-laget 1995. Hon spelade då 2 matcher och vann båda.

## Spelaren och personen
Amy Frazier har spelat professionell tennis i arton år till nyåret 2008. Hon fortsätter att spela eftersom hon älskar att spela tävlingstennis. Hon gjorde uppehåll delar av 1990 för att ta high school-examen (skolformen motsvarar gymnasium i Sverige). Efter tenniskarriären planerar hon att undervisa i matematik. Hon tycker, vid sidan av tennisen, om keramikmålning och att cykla. 
Som förebild bland tennisspelare har hon Chris Evert. 

## WTA-titlar
- Singel
  - 2005 - Québec
  - 2004 - Hobart
  - 1999 - Tokyo [Japan Open]
  - 1995 - Tokyo [Japan Open]
  - 1994 - Los Angeles
  - 1992 - Luzern (Europeiska öppna)
  - 1990 - Oklahoma
  - 1989 - Wichita
- Dubbel
  - 1999 - Québec (med Kristen Schlukebir)
  - 1992 - Tokyo [Japan Open] (med Rika Hiraki), Lucerne (med Elna Reinach)
  - 1991 - Tokyo [Japan Open] (med Maya Kidowaki)